# Diocesi di Lisala
La diocesi di Lisala (in latino: Dioecesis Lisalaënsis) è una sede della Chiesa cattolica nella Repubblica Democratica del Congo suffraganea dell'arcidiocesi di Mbandaka-Bikoro. Nel 2021 contava 1.129.955 battezzati su 2.124.980 abitanti. È retta dal vescovo Joseph-Bernard Likolo Bokal'Etumba.

## Territorio
La diocesi comprende quasi per intero la provincia di Mongala nella Repubblica Democratica del Congo.
Sede vescovile è la città di Lisala, dove si trova la cattedrale di Sant'Ermete.
Il territorio si estende su una superficie di 64.674 km² ed è suddiviso in 28 parrocchie.

## Storia
Il vicariato apostolico di Nouvelle-Anvers fu eretto il 3 aprile 1919 con il breve Quae Catholico nomini di papa Benedetto XV, ricavandone il territorio dal vicariato apostolico di Léopoldville (oggi arcidiocesi di Kinshasa).
L'11 febbraio 1924 e il 28 luglio 1926 cedette porzioni del suo territorio a vantaggio dell'erezione rispettivamente delle prefetture apostoliche di Tsuapa (oggi arcidiocesi di Mbandaka-Bikoro) e di Basankusu (oggi diocesi).
Il 27 gennaio 1936 assunse il nome di vicariato apostolico di Lisala con la bolla Litteris Apostolicis di papa Pio XI.
Il 14 giugno 1951 cedette un'altra porzione di territorio a vantaggio dell'erezione della prefettura apostolica di Isangi (oggi diocesi).
Il 10 novembre 1959 il vicariato apostolico è stato elevato a diocesi con la bolla Cum parvulum di papa Giovanni XXIII.
Il 25 novembre 1964 ha ceduto un'ulteriore porzione di territorio a vantaggio dell'erezione della diocesi di Budjala.

## Cronotassi dei vescovi
Si omettono i periodi di sede vacante non superiori ai 2 anni o non storicamente accertati.
- Egidio de Böck (Boeck), C.I.C.M. † (4 gennaio 1921 - 20 dicembre 1944 deceduto)
- François Van den Berghe, C.I.C.M. † (20 dicembre 1944 succeduto - 25 novembre 1964 nominato vescovo di Budjala)
- Louis Nganga † (25 novembre 1964 - 6 luglio 1997 ritirato)
- Louis Nkinga Bondala, C.I.C.M. (6 luglio 1997 succeduto - 11 febbraio 2015 ritirato)
- Ernest Ngboko Ngombe, C.I.C.M. (11 febbraio 2015 - 23 novembre 2019 nominato arcivescovo di Mbandaka-Bikoro)[2]
- Joseph-Bernard Likolo Bokal'Etumba, dal 15 febbraio 2021

## Statistiche
La diocesi nel 2021 su una popolazione di 2.124.980 persone contava 1.129.955 battezzati, corrispondenti al 53,2% del totale.
| anno | popolazione | popolazione | popolazione | presbiteri | presbiteri | presbiteri | presbiteri                | diaconi | religiosi | religiosi | parrocchie |
| anno | battezzati  | totale      | %           | numero     | secolari   | regolari   | battezzati per presbitero | diaconi | uomini    | donne     | parrocchie |
| ---- | ----------- | ----------- | ----------- | ---------- | ---------- | ---------- | ------------------------- | ------- | --------- | --------- | ---------- |
| 1950 | 217.528     | 725.000     | 30,0        | 121        | 9          | 112        | 1.797                     |         | 9         | 122       |            |
| 1970 | 273.156     | 440.457     | 62,0        | 72         | 16         | 56         | 3.793                     |         | 89        | 82        | 17         |
| 1980 | 346.803     | 540.894     | 64,1        | 56         | 21         | 35         | 6.192                     |         | 56        | 81        | 18         |
| 1990 | 478.163     | 681.000     | 70,2        | 55         | 38         | 17         | 8.693                     |         | 35        | 87        | 21         |
| 1997 | 503.033     | 1.070.527   | 47,0        | 64         | 60         | 4          | 7.859                     |         | 26        | 64        | 24         |
| 2000 | 650.000     | 1.200.000   | 54,2        | 62         | 58         | 4          | 10.483                    |         | 25        | 62        | 25         |
| 2001 | 650.000     | 1.200.000   | 54,2        | 57         | 50         | 7          | 11.403                    |         | 28        | 64        | 25         |
| 2002 | 560.000     | 1.230.000   | 45,5        | 47         | 44         | 3          | 11.914                    |         | 28        | 65        | 25         |
| 2003 | 660.000     | 1.300.000   | 50,8        | 57         | 55         | 2          | 11.578                    |         | 24        | 68        | 25         |
| 2004 | 767.232     | 1.400.000   | 54,8        | 53         | 52         | 1          | 14.476                    |         | 23        | 75        | 26         |
| 2013 | 897.000     | 1.683.000   | 53,3        | 66         | 63         | 3          | 13.590                    |         | 39        | 85        | 28         |
| 2016 | 968.000     | 1.817.000   | 53,3        | 69         | 66         | 3          | 14.028                    |         | 46        | 102       | 28         |
| 2019 | 1.062.000   | 1.997.000   | 53,2        | 70         | 67         | 3          | 15.171                    |         | 52        | 96        | 27         |
| 2021 | 1.129.955   | 2.124.980   | 53,2        | 71         | 68         | 3          | 15.914                    |         | 24        | 85        | 28         |